# Kryštof Harant

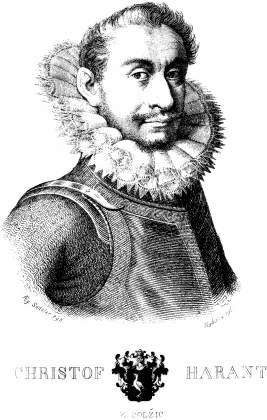
Kryštof Harant z Polžic a Bezdružic

Kryštof Harant z Polžic a Bezdružic (Slot Klenová bij Klatovy, Bohemen, 1564 – Praag, 21 juni 1621) was een Boheemse componist, schrijver, militair, humanist en diplomaat. Hij behoorde tot de Boheemse adel en was een van de belangrijkste persoonlijkheden in het zestiende-eeuwse Bohemen. 

## Levensloop
Kryštof Harant z Polžic a Bezdružic werd geboren als zoon van Jiří Harant z Polžic a Bezdružic en diens echtgenote Marie Anna Janovská z Janovic. Harant kreeg zijn basisopleiding in Pilsen, Bohemen. Als jonge page van aartshertog Ferdinand II van Tirol (1529–1595) te Innsbruck werd hij in de wetenschappen onderwezen. In korte tijd leerde hij zeven talen; ook ontdekte hij zijn muzikaal talent. Hij was geïnteresseerd in geschiedenis, geografie en de organisatie en het beheer van gemeenten. 
In 1584 kwam hij terug naar Bohemen en solliciteerde tevergeefs naar een baan aan het hof van keizer Rudolf II. 
In 1589 huwde hij met Eva Kateřina Černínová z Chudenic. Het huwelijk vond in 1597 door het overlijden van zijn echtgenote een vroeg einde. Twee kinderen waren geboren, die door een familielid Lidmila Markvartová z Hrádku werden opgevoed. 
Hij nam van 1593 tot 1597 als militair deel aan de oorlog tegen Turkije. Samen met zijn zwager Heřman Černín z Chudenic ondernam hij een pelgrimstocht naar Palestina om het graf van Jezus Christus in Jeruzalem te bezoeken. Onderweg deden ze ook Venetië aan en in 1598 Egypte. In 1608 werd over de belevenissen tijdens deze reis een boek gepubliceerd. 
Na zijn terugkomst in 1599 werd hij ambtenaar in dienst van het hof van keizer Rudolf II en werd hij door de keizer in de adelstand verheven. Maar hij beleefde ook een persoonlijke tragedie, toen zijn beide kinderen overleden. In 1601 werden hem de titels "Hofrat" en "Kaiserlicher Kämmerer" verleend. 
Ook bij de opvolger van Rudolf II, keizer Matthias (1557–1619), die ook enige tijd landvoogd van de Nederlanden is geweest, was hij als "Hofrat" werkzaam. Toen het keizerlijk hof naar Wenen verhuisde, vestigde Harant zich op het kasteel Pecka in Bohemen en concentreerde hij zich op zijn muzikale vaardigheden. In deze periode werd hij als een van de belangrijkste Boheemse componisten beschouwd. 
In 1618 ging hij van het katholicisme naar het protestantisme over en keerde hij terug naar Praag. Tijdens de opstanden stelde hij zich op aan de zijde van de Boheemse adel. In 1619 werd hij commandant van de militaire eenheid Boleslav, Kouřím en Hradec Králové en nam hij met een regiment van vijftienduizend man zonder succes deel aan de slag tegen het keizerlijke leger te Wenen.
In 1619 rebelleerde het protestantse Bohemen tegen de Rooms-katholieke keizer Ferdinand II (1578–1637), waarna Frederik V van de Palts (1596–1632) tot koning van Bohemen werd gekozen. Door hem werd Harant tot "Geheimrat" en tot president van de Boheemse kamer benoemd. Maar deze carrière duurde niet lang, omdat Frederik V de Slag op de Witte Berg en daardoor zijn koninkrijk verloor. Nadat Ferdinand II ook weer tot koning van Bohemen gekroond was, trok Harant zich terug op zijn kasteel Pecka. Daar werd hij door Albrecht von Wallenstein opgepakt en naar Praag gebracht. Als een van de zevenentwintig opstandelingen van de Boheemse adel werd hij ter dood veroordeeld. Op 21 juni werd hij op het Oudestadsplein in Praag geëxecuteerd.

## Composities

### Missen en gewijde muziek
- 1598 Qui confidunt in Domino, motet naar de 125e psalm
- 1604 Maria kron, die Engel schon, motet op Duitse tekst uit de verzameling Rosetum Marianum
- Crucifixus etiam pro nobis
- Crucifixus trium vocum
- Missa quinis vocibus super Dolorosi martir, mis naar motieven uit het madrigaal van Luca Marenzio (1553-1599), Dolorosi martir, fieri tormenti

## Publicaties
- Jan Racek: Krystof Harant a jeho doba, Brno -  BT_Universita J.E. Purkyně, 1970.
- Pavel Bělina, Jiří Fidler: Osobnosti ducha českých dějin.  Havlíčkův Brod: Fragment, 2003. - 64 p. ISBN 80 7200767 X
- Josef Janáček: České erby. Praha: Albatros, 1988.  367 p.
- Marie Koldinská: Kryštof Harant z Polžic a Bezdružic. Praha, 2004. 608 p. ISBN 80 7185537 5
- Ferdinand Menčík:  Paměti - Jan Jiří z Polžic Harant.  1897.
- Roman Freiherr von Procházka: Genealogisches Handbuch erloschener böhmischer Herrenstandsfamilien, Seite 103, Verlag Degener & Co, Neustadt (Aisch) 1973.
- Aleš Mudra, Michaela Ottová, Jan Royt: Regnum Bohemiae et Sacrum Romanum Imperium České Budějovice, Halama, 2005. 502 p. (Sborník Katolické teologické fakulty Univerzity Karlovy. Dějiny umění - historie ; Praha: Ústav dějin křesťanského umění KTF UK v Praze, ISBN 80 9036001 7
- Gustave Reese: Music in the Renaissance. New York, W.W. Norton & Co., 1954. ISBN 0393095304